# Jeff Panacloc contre-attaque
Jeff Panacloc contre-attaque est le titre du second spectacle du ventriloque Jeff Panacloc. Pour la première fois, Jeff Panacloc intègre deux nouveaux personnages à son spectacle en plus de Jean-Marc. Le spectacle sera joué au Théâtre des Variétés, à l'Olympia, au Zénith de Paris et en tournée dans tous les Zéniths de France.

## Historique
Après le succès de Jeff Panacloc perd le contrôle !, Jeff Panacloc est de retour avec un nouveau spectacle dès le mois de janvier 2017 qui s'intitulera Jeff Panacloc en rodage avant que le nom définitif du spectacle Jeff Panacloc contre-attaque ne soit révélé au public sur les réseaux sociaux de l'artiste quelques jours avant le début de la tournée à Avignon. Cette tournée de rodage d'une soixantaine de dates prendra fin le 3 juin 2017 au Touquet.
Le 15 septembre 2017, Jeff Panacloc lance la tournée de son nouveau spectacle  à Dammarie-les-Lys avant de partir sillonner les villes de province jusqu'au 13 janvier 2018, date à laquelle il s'installe pour plusieurs mois au Théâtre des Variétés à Paris,.
Dans la nuit du 5 au 6 décembre 2017, le chanteur Johnny Hallyday, dont Jeff Panacloc est un admirateur, décède. Le soir même et tout au long de la tournée, Jeff Panacloc lui rendra hommage en transformant son sketch de son personnage Jacky.
Dès le 25 avril 2018, Jeff Panacloc reprend sa tournée à Sanary-sur-Mer qui repassera par Paris à l'Olympia du 26 décembre 2018 au 6 janvier 2019.
Le 30 janvier 2019 à Dunkerque, il donne le coup d'envoi de sa tournée des Zéniths à guichets fermés qui va durer un an. L'ultime représentation aura lieu un an plus tard, le 25 janvier 2020 au Zénith de Paris
La tournée aura réuni plus de 500.000 spectateurs,.

## Synopsis
Toujours accompagné de Jean-Marc, Jeff Panacloc se lance dans son deuxième spectacle qui s'inspire des comédies musicales qu'il a pu voir lors de son voyage aux États-Unis en 2016.
Les péripéties de Jean-Marc qui s'est évadé du commissariat et qui se lance dans la course à la présidentielle américaine alternent avec les chansons et deux personnages nouveaux hauts en couleur, Jacky et Nabilouche.

## Dates de la tournée
| Date                                   | Ville                  | Pays       | Lieu                           |
| -------------------------------------- | ---------------------- | ---------- | ------------------------------ |
| Première partie de la tournée : Rodage |                        |            |                                |
| 8 février 2017                         | Avignon                | France     | Théâtre Le Palace              |
| 9 février 2017                         | Avignon                | France     | Théâtre Le Palace              |
| 10 février 2017                        | Avignon                | France     | Théâtre Le Palace              |
| 11 février 2017                        | Avignon                | France     | Théâtre Le Palace              |
| 12 février 2017                        | Avignon                | France     | Théâtre Le Palace              |
| 13 février 2017                        | Avignon                | France     | Théâtre Le Palace              |
| 14 février 2017                        | Avignon                | France     | Théâtre Le Palace              |
| 15 février 2017                        | Avignon                | France     | Théâtre Le Palace              |
| 16 février 2017                        | Avignon                | France     | Théâtre Le Palace              |
| 17 février 2017                        | Avignon                | France     | Théâtre Le Palace              |
| 18 février 2017                        | Avignon                | France     | Théâtre Le Palace              |
| 21 février 2017                        | Nantes                 | France     | La Compagnie du café-Théâtre   |
| 22 février 2017                        | Nantes                 | France     | La Compagnie du café-Théâtre   |
| 23 février 2017                        | Nantes                 | France     | La Compagnie du café-Théâtre   |
| 24 février 2017                        | Nantes                 | France     | La Compagnie du café-Théâtre   |
| 25 février 2017                        | Nantes                 | France     | La Compagnie du café-Théâtre   |
| 28 février 2017                        | Bruxelles              | Belgique   | Centre Culturel d'Auderghem    |
| 1er mars 2017                          | Bruxelles              | Belgique   | Centre Culturel d'Auderghem    |
| 2 mars 2017                            | Bruxelles              | Belgique   | Centre Culturel d'Auderghem    |
| 3 mars 2017                            | Bruxelles              | Belgique   | Centre Culturel d'Auderghem    |
| 4 mars 2017                            | Bruxelles              | Belgique   | Centre Culturel d'Auderghem    |
| 7 mars 2017                            | Lyon                   | France     | Le Rideau Rouge                |
| 8 mars 2017                            | Lyon                   | France     | Le Rideau Rouge                |
| 9 mars 2017                            | Lyon                   | France     | Le Rideau Rouge                |
| 10 mars 2017                           | Lyon                   | France     | Le Rideau Rouge                |
| 11 mars 2017                           | Lyon                   | France     | Le Rideau Rouge                |
| 12 mars 2017                           | Lyon                   | France     | Le Rideau Rouge                |
| 13 mars 2017                           | Lyon                   | France     | Le Rideau Rouge                |
| 14 mars 2017                           | Lyon                   | France     | Le Rideau Rouge                |
| 15 mars 2017                           | Lyon                   | France     | Le Rideau Rouge                |
| 16 mars 2017                           | Lyon                   | France     | Le Rideau Rouge                |
| 17 mars 2017                           | Lyon                   | France     | Le Rideau Rouge                |
| 18 mars 2017                           | Lyon                   | France     | Le Rideau Rouge                |
| 21 mars 2017                           | Metz                   | France     | L'Arsenal                      |
| 22 mars 2017                           | Saint-Dizier           | France     | Les Fuseaux                    |
| 23 mars 2017                           | Bar-sur-Aube           | France     | Espace Jean-Pierre Davot       |
| 24 mars 2017                           | Ludres                 | France     | Espace Chaudeau                |
| 25 mars 2017                           | Saint-Dié-des-Vosges   | France     | Espace Culturel                |
| 28 mars 2017                           | Brest                  | France     | Salle Marc Orlan               |
| 29 mars 2017                           | Pacé                   | France     | Le Ponant                      |
| 30 mars 2017                           | Pléneuf-Val-André      | France     | Salle Polyvalente              |
| 31 mars 2017                           | Andrésy                | France     | Espace Julien Green            |
| 2 avril 2017                           | Maromme                | France     | Espace Beaumarchais            |
| 4 avril 2017                           | Bordeaux               | France     | Casino Atrium                  |
| 5 avril 2017                           | Marmande               | France     | Théâtre Comédia                |
| 6 avril 2017                           | Ambès                  | France     | Espace des deux rives          |
| 7 avril 2017                           | Bergerac               | France     | Le Cabaret                     |
| 8 avril 2017                           | Biscarosse             | France     | L'Arcanson                     |
| 11 avril 2017                          | Marignane              | France     | Théâtre Molière                |
| 12 avril 2017                          | Ensuès-la-Redonne      | France     | Le Cadran                      |
| 13 avril 2017                          | Saint-Raphael          | France     | Palais des Congrès             |
| 14 avril 2017                          | Cannes                 | France     | Théâtre de la Licorne          |
| 15 avril 2017                          | Marseille              | France     | Espace Julien                  |
| 18 avril 2017                          | Carnoux                | France     | L'Artéa                        |
| 19 avril 2017                          | Carnoux                | France     | L'Artéa                        |
| 20 avril 2017                          | Draguignan             | France     | Culture en Dracénie            |
| 21 avril 2017                          | Pertuis                | France     | Théâtre                        |
| 22 avril 2017                          | Saint-Martin-de-Crau   | France     | Centre Culturel                |
| 25 avril 2017                          | Graveson               | France     | Espace Culturel                |
| 26 avril 2017                          | Le Cap d'Agde          | France     | Palais des Congrès             |
| 27 avril 2017                          | Nîmes                  | France     | Novotel Atria                  |
| 28 avril 2017                          | Perpignan              | France     | Parc des Expositions           |
| 29 avril 2017                          | Balma                  | France     | Centre Culturel                |
| 2 mai 2017                             | Bethoncourt            | France     | L'Arche                        |
| 3 mai 2017                             | Chenôve                | France     | Théâtre                        |
| 4 mai 2017                             | Chalon-sur-Saône       | France     | Salle Marcel Semblat           |
| 5 mai 2017                             | Manziat                | France     | Théâtre                        |
| 6 mai 2017                             | Montalieu-Vercieu      | France     | Espace Ninon Vallin            |
| 9 mai 2017                             | Cambrai                | France     | Grand Théâtre                  |
| 10 mai 2017                            | Sallaumines            | France     | Maison de l'Art                |
| 11 mai 2017                            | Gravelines             | France     | Scène Vauban                   |
| 12 mai 2017                            | Bully-les-Mines        | France     | Espace Culturel                |
| 13 mai 2017                            | Denain                 | France     | Grand Théâtre                  |
| 16 mai 2017                            | Dunkerque              | France     | Le Kursaal                     |
| 17 mai 2017                            | Fourmies               | France     | Théâtre                        |
| 18 mai 2017                            | Barlin                 | France     | Espace Culturel                |
| 19 mai 2017                            | Trith-Saint-Léger      | France     | Théâtre des Forges             |
| 20 mai 2017                            | Fourmies               | France     | Théâtre                        |
| 23 mai 2017                            | Sanary-sur-Mer         | France     | Théâtre Galli                  |
| 24 mai 2017                            | Contes                 | France     | Théâtre de l'Hélice            |
| 26 mai 2017                            | Hyères                 | France     | Le Pasino                      |
| 27 mai 2017                            | Lyon                   | France     | Le Pasino                      |
| 30 mai 2017                            | Enghien-les-Bains      | France     | Théâtre                        |
| 31 mai 2017                            | Beauvais               | France     | Elispace                       |
| 1er juin 2017                          | Abbeville              | France     | Théâtre                        |
| 2 juin 2017                            | Forges-les-Eaux        | France     | Espace Forges                  |
| 3 juin 2017                            | Le Touquet-Paris-Plage | France     | Théâtre                        |
| Deuxième partie de la tournée          |                        |            |                                |
| 15 septembre 2017                      | Dammarie-les-Lys       | France     | Espace Pierre Bachelet         |
| 16 septembre 2017                      | Dammarie-les-Lys       | France     | Espace Pierre Bachelet         |
| 19 septembre 2017                      | Joué-lès-Tours         | France     | Espace Malraux                 |
| 20 septembre 2017                      | Chatellerault          | France     | L'Angelarde                    |
| 21 septembre 2017                      | Le Mans                | France     | Palais des Congrès             |
| 22 septembre 2017                      | Bourges                | France     | Le Palais d'Auron              |
| 23 septembre 2017                      | Monthou-sur-Bièvre     | France     | Espace Beauregard              |
| 26 septembre 2017                      | Mérignac               | France     | Le Pins Galant                 |
| 27 septembre 2017                      | Mérignac               | France     | Le Pins Galant                 |
| 28 septembre 2017                      | Tarbes                 | France     | Le Parvis                      |
| 29 septembre 2017                      | Messanges              | France     | Aréna du Vieux-Port            |
| 30 septembre 2017                      | Agen                   | France     | Parc des Expositions           |
| 3 octobre 2017                         | Genève                 | Suisse     | Théâtre du Léman               |
| 4 octobre 2017                         | Lausanne               | Suisse     | Palais de Beaulieu             |
| 5 octobre 2017                         | Voiron                 | France     | Le Grand Angle                 |
| 6 octobre 2017                         | Annecy                 | France     | Parc des Expositions           |
| 7 octobre 2017                         | Châteauneuf-sur-Isère  | France     | Ô Lac                          |
| 10 octobre 2017                        | Toulouse               | France     | Halle aux grains               |
| 11 octobre 2017                        | Toulouse               | France     | Halle aux grains               |
| 12 octobre 2017                        | Rodez                  | France     | L'Amphithéâtre                 |
| 13 octobre 2017                        | Albi                   | France     | Le Scénith                     |
| 14 octobre 2017                        | Montauban              | France     | Théâtre                        |
| 17 octobre 2017                        | Strasbourg             | France     | Palais des Congrès             |
| 18 octobre 2017                        | Sausheim               | France     | Ed&n                           |
| 19 octobre 2017                        | Pontarlier             | France     | Espace Culturel                |
| 24 octobre 2017                        | Saint-Dizier           | France     | Les Fuseaux                    |
| 25 octobre 2017                        | Saint-Avold            | France     | Centre Culturel Pierre Messmer |
| 26 octobre 2017                        | Metz                   | France     | Palais Omnisports              |
| 27 octobre 2017                        | Châlons-en-Champagne   | France     | Le Capitole                    |
| 28 octobre 2017                        | Dole                   | France     | La Commanderie                 |
| 31 octobre 2017                        | Amberieu-en-Bugey      | France     | Espace 1500                    |
| 1er novembre 2017                      | Lyon                   | France     | Amphi 3000                     |
| 2 novembre 2017                        | Lyon                   | France     | Amphi 3000                     |
| 7 novembre 2017                        | Lille                  | France     | Théâtre Sébastopol             |
| 8 novembre 2017                        | Lille                  | France     | Théâtre Sébastopol             |
| 9 novembre 2017                        | Béthune                | France     | Théâtre                        |
| 10 novembre 2017                       | Anzin                  | France     | Théâtre                        |
| 11 novembre 2017                       | Anzin                  | France     | Théâtre                        |
| 14 novembre 2017                       | Bruxelles              | Belgique   | Cirque Royal                   |
| 15 novembre 2017                       | Bruxelles              | Belgique   | Cirque Royal                   |
| 16 novembre 2017                       | Louvain-la-Neuve       | Belgique   | Aula Magna                     |
| 17 novembre 2017                       | Liège                  | Belgique   | Le Forum                       |
| 18 novembre 2017                       | Liège                  | Belgique   | Le Forum                       |
| 21 novembre 2017                       | La Baule               | France     | Palais des Congrès             |
| 22 novembre 2017                       | Mouilleron-le-Captif   | France     | Vendespace                     |
| 23 novembre 2017                       | Bressuire              | France     | Bocapole                       |
| 24 novembre 2017                       | Carquefou              | France     | Grand Théâtre                  |
| 25 novembre 2017                       | Carquefou              | France     | Grand Théâtre                  |
| 28 novembre 2017                       | Marseille              | France     | Le Silo                        |
| 29 novembre 2017                       | La Grande-Motte        | France     | Le Pasino                      |
| 30 novembre 2017                       | Béziers                | France     | Zinga Zanga                    |
| 1er décembre 2017                      | Martigues              | France     | La Halle                       |
| 2 décembre 2017                        | Laudun                 | France     | Le Forum                       |
| 5 décembre 2017                        | Évry                   | France     | Les Arènes                     |
| 6 décembre 2017                        | Fougères               | France     | Espace Aumaillerie             |
| 7 décembre 2017                        | Quimper                | France     | Théâtre de Cornouailles        |
| 8 décembre 2017                        | Plougastel             | France     | Espace Avel Vor                |
| 9 décembre 2017                        | Ploemeur               | France     | Océanis                        |
| 12 décembre 2017                       | Biarritz               | France     | Gare du Midi                   |
| 13 décembre 2017                       | Mérignac               | France     | Le Pins Galant                 |
| 14 décembre 2017                       | Limoges                | France     | Opéra de Limoges               |
| 15 décembre 2017                       | Montluçon              | France     | Centre Athanor                 |
| 16 décembre 2017                       | Aurillac               | France     | Le Prisme                      |
| 19 décembre 2017                       | Montigny-le-Bretonneux | France     | Théâtre                        |
| 20 décembre 2017                       | Alençon                | France     | Anova                          |
| 21 décembre 2017                       | Saint-Brieuc           | France     | L'Hermione                     |
| 22 décembre 2017                       | Laval                  | France     | Espace Mayenne                 |
| 10 janvier 2018                        | Le Havre               | France     | Docks Océane                   |
| 11 janvier 2018                        | Saint-Amand-les-Eaux   | France     | Le Pasino                      |
| 13 janvier 2018                        | Paris                  | France     | Théâtre des Variétés           |
| 14 janvier 2018                        | Paris                  | France     | Théâtre des Variétés           |
| 20 janvier 2018                        | Paris                  | France     | Théâtre des Variétés           |
| 21 janvier 2018                        | Paris                  | France     | Théâtre des Variétés           |
| 24 janvier 2018                        | Paris                  | France     | Théâtre des Variétés           |
| 25 janvier 2018                        | Paris                  | France     | Théâtre des Variétés           |
| 26 janvier 2018                        | Paris                  | France     | Théâtre des Variétés           |
| 27 janvier 2018                        | Paris                  | France     | Théâtre des Variétés           |
| 28 janvier 2018                        | Paris                  | France     | Théâtre des Variétés           |
| 31 janvier 2018                        | Paris                  | France     | Théâtre des Variétés           |
| 1er février 2018                       | Paris                  | France     | Théâtre des Variétés           |
| 2 février 2018                         | Paris                  | France     | Théâtre des Variétés           |
| 3 février 2018                         | Paris                  | France     | Théâtre des Variétés           |
| 4 février 2018                         | Paris                  | France     | Théâtre des Variétés           |
| 7 février 2018                         | Paris                  | France     | Théâtre des Variétés           |
| 8 février 2018                         | Paris                  | France     | Théâtre des Variétés           |
| 9 février 2018                         | Paris                  | France     | Théâtre des Variétés           |
| 10 février 2018                        | Paris                  | France     | Théâtre des Variétés           |
| 11 février 2018                        | Paris                  | France     | Théâtre des Variétés           |
| 14 février 2018                        | Paris                  | France     | Théâtre des Variétés           |
| 15 février 2018                        | Paris                  | France     | Théâtre des Variétés           |
| 16 février 2018                        | Paris                  | France     | Théâtre des Variétés           |
| 17 février 2018                        | Paris                  | France     | Théâtre des Variétés           |
| 18 février 2018                        | Paris                  | France     | Théâtre des Variétés           |
| 21 février 2018                        | Paris                  | France     | Théâtre des Variétés           |
| 22 février 2018                        | Paris                  | France     | Théâtre des Variétés           |
| 23 février 2018                        | Paris                  | France     | Théâtre des Variétés           |
| 24 février 2018                        | Paris                  | France     | Théâtre des Variétés           |
| 25 février 2018                        | Paris                  | France     | Théâtre des Variétés           |
| 28 février 2018                        | Paris                  | France     | Théâtre des Variétés           |
| 1er mars 2018                          | Paris                  | France     | Théâtre des Variétés           |
| 2 mars 2018                            | Paris                  | France     | Théâtre des Variétés           |
| 3 mars 2018                            | Paris                  | France     | Théâtre des Variétés           |
| 4 mars 2018                            | Paris                  | France     | Théâtre des Variétés           |
| 7 mars 2018                            | Paris                  | France     | Théâtre des Variétés           |
| 8 mars 2018                            | Paris                  | France     | Théâtre des Variétés           |
| 9 mars 2018                            | Paris                  | France     | Théâtre des Variétés           |
| 10 mars 2018                           | Paris                  | France     | Théâtre des Variétés           |
| 11 mars 2018                           | Paris                  | France     | Théâtre des Variétés           |
| 14 mars 2018                           | Paris                  | France     | Théâtre des Variétés           |
| 15 mars 2018                           | Paris                  | France     | Théâtre des Variétés           |
| 16 mars 2018                           | Paris                  | France     | Théâtre des Variétés           |
| 17 mars 2018                           | Paris                  | France     | Théâtre des Variétés           |
| 18 mars 2018                           | Paris                  | France     | Théâtre des Variétés           |
| 21 mars 2018                           | Paris                  | France     | Théâtre des Variétés           |
| 22 mars 2018                           | Paris                  | France     | Théâtre des Variétés           |
| 23 mars 2018                           | Paris                  | France     | Théâtre des Variétés           |
| 24 mars 2018                           | Paris                  | France     | Théâtre des Variétés           |
| 25 mars 2018                           | Paris                  | France     | Théâtre des Variétés           |
| 28 mars 2018                           | Paris                  | France     | Théâtre des Variétés           |
| 29 mars 2018                           | Paris                  | France     | Théâtre des Variétés           |
| 30 mars 2018                           | Paris                  | France     | Théâtre des Variétés           |
| 31 mars 2018                           | Paris                  | France     | Théâtre des Variétés           |
| 1er avril 2018                         | Paris                  | France     | Théâtre des Variétés           |
| 3 avril 2018                           | Paris                  | France     | Théâtre des Variétés           |
| 4 avril 2018                           | Paris                  | France     | Théâtre des Variétés           |
| 5 avril 2018                           | Paris                  | France     | Théâtre des Variétés           |
| 6 avril 2018                           | Paris                  | France     | Théâtre des Variétés           |
| 25 avril 2018                          | Sanary-sur-Mer         | France     | Théâtre Galli                  |
| 26 avril 2018                          | Cannes                 | France     | Palais des Festivals           |
| 27 avril 2018                          | Gap                    | France     | Le Quattro                     |
| 28 avril 2018                          | Grenoble               | France     | Le Summum                      |
| 2 mai 2018                             | Mâcon                  | France     | Le Spot                        |
| 3 mai 2018                             | Lyon                   | France     | Amphi 3000                     |
| 4 mai 2018                             | Lyon                   | France     | Amphi 3000                     |
| 5 mai 2018                             | Chalon-sur-Saône       | France     | Salle Marcel Semblat           |
| 9 mai 2018                             | Toulouse               | France     | Halle aux grains               |
| 10 mai 2018                            | Toulouse               | France     | Halle aux grains               |
| 16 mai 2018                            | Saint-Omer             | France     | Scénéo                         |
| 17 mai 2018                            | Hem                    | France     | Le Zéphyr                      |
| 18 mai 2018                            | Hem                    | France     | Le Zéphyr                      |
| 19 mai 2018                            | Beauvais               | France     | Elispace                       |
| 23 mai 2018                            | Perpignan              | France     | Parc des Expositions           |
| 24 mai 2018                            | Perpignan              | France     | Parc des Expositions           |
| 25 mai 2018                            | Béziers                | France     | Zinga Zanga                    |
| 31 mai 2018                            | Marche-en-Famenne      | Belgique   | Le W                           |
| 1er juin 2018                          | Bruxelles              | Belgique   | Forest National                |
| 2 juin 2018                            | Bruxelles              | Belgique   | Forest National                |
| 6 juin 2018                            | Issoudun               | France     | Centre Culturel                |
| 7 juin 2018                            | Tours                  | France     | Palais des Congrès             |
| 8 juin 2018                            | Nantes                 | France     | Cité des Congrès               |
| 9 juin 2018                            | Nantes                 | France     | Cité des Congrès               |
| 15 juin 2018                           | Morges                 | Suisse     | Théâtre                        |
| Troisième partie de la tournée         |                        |            |                                |
| 13 septembre 2018                      | Poitiers               | France     | Palais des Congrès             |
| 14 septembre 2018                      | Poitiers               | France     | Palais des Congrès             |
| 15 septembre 2018                      | Poitiers               | France     | Palais des Congrès             |
| 20 septembre 2018                      | Angers                 | France     | Amphitéa                       |
| 21 septembre 2018                      | Rennes                 | France     | Le Liberté                     |
| 22 septembre 2018                      | Rennes                 | France     | Le Liberté                     |
| 28 septembre 2018                      | Bordeaux               | France     | Théâtre                        |
| 29 septembre 2018                      | Bordeaux               | France     | Théâtre                        |
| 4 octobre 2018                         | Montpellier            | France     | Le Corum                       |
| 12 octobre 2018                        | Chambéry               | France     | Le Phare                       |
| 13 octobre 2018                        | Montreux               | Suisse     | Auditorium                     |
| 18 octobre 2018                        | Troyes                 | France     | Parc des Expositions           |
| 19 octobre 2018                        | Châlons-en-Champagne   | France     | Le Capitole                    |
| 20 octobre 2018                        | Luxembourg             | Luxembourg | Rockhal                        |
| 26 octobre 2018                        | Colmar                 | France     | Parc des Expositions           |
| 27 octobre 2018                        | Montbéliard            | France     | L'Axone                        |
| 21 décembre 2018                       | Le Havre               | France     | Docks Océane                   |
| 22 décembre 2018                       | Alençon                | France     | Anova                          |
| 26 décembre 2018                       | Paris                  | France     | L'Olympia                      |
| 27 décembre 2018                       | Paris                  | France     | L'Olympia                      |
| 28 décembre 2018                       | Paris                  | France     | L'Olympia                      |
| 29 décembre 2018                       | Paris                  | France     | L'Olympia                      |
| 30 décembre 2018                       | Paris                  | France     | L'Olympia                      |
| 31 décembre 2018                       | Paris                  | France     | L'Olympia                      |
| 2 janvier 2019                         | Paris                  | France     | L'Olympia                      |
| 3 janvier 2019                         | Paris                  | France     | L'Olympia                      |
| 4 janvier 2019                         | Paris                  | France     | L'Olympia                      |
| 5 janvier 2019                         | Paris                  | France     | L'Olympia                      |
| 6 janvier 2019                         | Paris                  | France     | L'Olympia                      |
| Quatrième partie de la tournée         |                        |            |                                |
| 30 janvier 2019                        | Dunkerque              | France     | Le Kursaal                     |
| 31 janvier 2019                        | Compiègne              | France     | Le Tigre                       |
| 7 février 2019                         | Troyes                 | France     | Parc des Expositions           |
| 8 février 2019                         | Châteauroux            | France     | M.A.C.H 36                     |
| 9 février 2019                         | Montluçon              | France     | Centre Athanor                 |
| 21 février 2019                        | Aurillac               | France     | Le Prisme                      |
| 22 février 2019                        | Albi                   | France     | Le Scénith                     |
| 23 février 2019                        | Agen                   | France     | Palais des Congrès             |
| 27 février 2019                        | Rouen                  | France     | Zénith                         |
| 28 février 2019                        | Caen                   | France     | Zénith                         |
| 6 mars 2019                            | Épernay                | France     | Le Millesium                   |
| 7 mars 2019                            | Amnéville              | France     | Le Galaxie                     |
| 8 mars 2019                            | Nancy                  | France     | Zénith                         |
| 9 mars 2019                            | Strasbourg             | France     | Zénith Europe                  |
| 13 mars 2019                           | Dijon                  | France     | Zénith                         |
| 14 mars 2019                           | Bourg-en-Bresse        | France     | Parc des Expositions           |
| 20 mars 2019                           | Lyon                   | France     | Halle Tony-Garnier             |
| 21 mars 2019                           | Clermont-Ferrand       | France     | Zénith                         |
| 22 mars 2019                           | Roanne                 | France     | Le Scarabée                    |
| 23 mars 2019                           | Saint-Étienne          | France     | Zénith                         |
| 27 mars 2019                           | Pau                    | France     | Zénith                         |
| 28 mars 2019                           | Toulouse               | France     | Zénith                         |
| 29 mars 2019                           | Bordeaux               | France     | Arkéa Arena                    |
| 30 mars 2019                           | Boulazac               | France     | Aréna Le Palio                 |
| 3 avril 2019                           | Bruxelles              | Belgique   | Forest National                |
| 4 avril 2019                           | Lille                  | France     | Zénith                         |
| 5 avril 2019                           | Amiens                 | France     | Zénith                         |
| 9 avril 2019                           | Nantes                 | France     | Zénith                         |
| 10 avril 2019                          | Nantes                 | France     | Zénith                         |
| 11 avril 2019                          | Le Mans                | France     | Antarès                        |
| 12 avril 2019                          | Orléans                | France     | Zénith                         |
| 13 avril 2019                          | Tours                  | France     | Parc des Expositions           |
| 17 avril 2019                          | Limoges                | France     | Zénith                         |
| 18 avril 2019                          | Angoulême              | France     | Parc des Expositions           |
| 19 avril 2019                          | La Rochelle            | France     | Parc des Expositions           |
| 24 avril 2019                          | Nice                   | France     | Palais Nikaïa                  |
| 25 avril 2019                          | Marseille              | France     | Le Dôme                        |
| 26 avril 2019                          | Toulon                 | France     | Zénith Oméga                   |
| 2 mai 2019                             | Genève                 | Suisse     | Aréna                          |
| 3 mai 2019                             | Grenoble               | France     | Le Summum                      |
| 9 mai 2019                             | Rennes                 | France     | Le Liberté                     |
| 10 mai 2019                            | Angers                 | France     | Aréna Loire                    |
| 11 mai 2019                            | Niort                  | France     | L'Acclameur                    |
| 15 mai 2019                            | Brest                  | France     | Aréna                          |
| 16 mai 2019                            | Lorient                | France     | Parc des Expositions           |
| 17 mai 2019                            | Fougères               | France     | Espace Aumaillerie             |
| Cinquième partie de la tournée         |                        |            |                                |
| 8 novembre 2019                        | Amiens                 | France     | Zénith                         |
| 9 novembre 2019                        | Orléans                | France     | Zénith                         |
| 10 novembre 2019                       | Rennes                 | France     | Le Liberté                     |
| 13 novembre 2019                       | Lille                  | France     | Zénith                         |
| 14 novembre 2019                       | Saint-Omer             | France     | Scéneo                         |
| 19 novembre 2019                       | Dijon                  | France     | Zénith                         |
| 20 novembre 2019                       | Troyes                 | France     | Parc des Expositions           |
| 21 novembre 2019                       | Montbéliard            | France     | L’Axone                        |
| 22 novembre 2019                       | Metz                   | France     | Palais Omnisports              |
| 26 novembre 2019                       | Bayonne                | France     | Lauga                          |
| 27 novembre 2019                       | Toulouse               | France     | Zénith                         |
| 28 novembre 2019                       | Montpellier            | France     | Zénith                         |
| 4 décembre 2019                        | Caen                   | France     | Zénith                         |
| 10 décembre 2019                       | Aurillac               | France     | Le Prisme                      |
| 11 décembre 2019                       | Clermont-Ferrand       | France     | Zénith                         |
| 12 décembre 2019                       | Saint-Étienne          | France     | Zénith                         |
| 13 décembre 2019                       | Lyon                   | France     | Halle Tony-Garnier             |
| 17 décembre 2019                       | Rouen                  | France     | Zénith                         |
| 18 décembre 2019                       | Châlons-en-Champagne   | France     | Le Capitole                    |
| 19 décembre 2019                       | Nancy                  | France     | Zénith                         |
| 20 décembre 2019                       | Strasbourg             | France     | Zénith Europe                  |
| 16 janvier 2020                        | Grenoble               | France     | Le Summun                      |
| 17 janvier 2020                        | Narbonne               | France     | Aréna                          |
| 22 janvier 2020                        | Nantes                 | France     | Zénith                         |
| 25 janvier 2020                        | Paris                  | France     | Zénith                         |

## Distribution et technique

### Distribution et personnages
- Jeff Panacloc : Jeff Panacloc ventriloque
- Jean-Marc : Singe en peluche à l'humour acide et corrosif qui cache en réalité une sensibilité émouvante et fait de lui un personnage attachant.
- Nabilouche : Copine de Jean-Marc fan de télé-réalité[15].
- Jacky : Régisseur de Jean-Marc, grand fan de Johnny Hallyday et fervent militant pour les  Gilets jaunes qui rêve de parcourir la  Route 66[16].

### Technique
- Auteur : Jeff Panacloc, Tom Villa, Thomas Maurion.
- Metteur en scène : Nicolas Nebot
- Mise en lumière : Erwan Champigné
- Réalisation vidéo : Gérard Pullicino
- Producteur : Philippe Delmas et Mikaël Chetrit[17]

## Bande originale
| Contre-attaque (Bande originale du spectacle) | Contre-attaque (Bande originale du spectacle)                     | Contre-attaque (Bande originale du spectacle)      | Contre-attaque (Bande originale du spectacle) | Contre-attaque (Bande originale du spectacle) | Contre-attaque (Bande originale du spectacle) | Contre-attaque (Bande originale du spectacle) | Contre-attaque (Bande originale du spectacle) | Contre-attaque (Bande originale du spectacle) | Contre-attaque (Bande originale du spectacle) |
| No                                            | Titre                                                             | Auteur                                             | Durée                                         |                                               |                                               |                                               |                                               |                                               |                                               |
| --------------------------------------------- | ----------------------------------------------------------------- | -------------------------------------------------- | --------------------------------------------- | --------------------------------------------- | --------------------------------------------- | --------------------------------------------- | --------------------------------------------- | --------------------------------------------- | --------------------------------------------- |
| 1.                                            | On est content (introduction) (interprété par Jeff Panacloc)      | - Jeff Panacloc - Dominique Mattei - Nicolas Nebot | 3 : 00                                        |                                               |                                               |                                               |                                               |                                               |                                               |
| 2.                                            | Président (interprété par Jeff Panacloc (Voix Jean-Marc))         | - Jeff Panacloc - Dominique Mattei - Nicolas Nebot | 3:21                                          |                                               |                                               |                                               |                                               |                                               |                                               |
| 3.                                            | C'est toi (Final) (interprété par Jeff Panacloc (Voix Jean-Marc)) | - Jeff Panacloc - Dominique Mattei - Nicolas Nebot | 1:30                                          |                                               |                                               |                                               |                                               |                                               |                                               |
| 4.                                            | Il est content (Bonus Track) (interprété par Jeff Panacloc)       | - Jeff Panacloc - Dominique Mattei - Nicolas Nebot | 3:04                                          |                                               |                                               |                                               |                                               |                                               |                                               |
| 5.                                            | Merci (Bonus Track) (interprété par Jeff Panacloc)                | - Jeff Panacloc - Dominique Mattei - Nicolas Nebot | 3:06                                          |                                               |                                               |                                               |                                               |                                               |                                               |
| 16 : 00                                       |                                                                   |                                                    |                                               |                                               |                                               |                                               |                                               |                                               |                                               |

## Autour du spectacle

### Enregistrement du spectacle
- L'enregistrement du spectacle a été effectué les 9 et 10 avril 2019 au Zénith de Nantes[18]

### Diffusion télévisée
- Le spectacle est diffusé en première partie de soirée sur TF1 le 20 juin 2020 [19] et rassemble 3,85 millions de téléspectateurs (soit 21 % de PDA)[20]

### Sortie dans le commerce
- Jeff Panacloc contre-attaque est sorti le 7 novembre 2019[21] en DVD; Blu-ray et VOD.